# Emily Hughes
Emily Hughes (* 26. Januar 1989 in Great Neck, Long Island, NY) ist eine US-amerikanische Eiskunstläuferin. 

## Werdegang
Emily Hughes ist die jüngere Schwester der Olympiasiegerin von 2002 Sarah Hughes (* 1985). 
Sie hat noch vier weitere Geschwister.
Sie begann mit dem Eiskunstlaufen im Alter von drei Jahren. Nach ein paar Schwierigkeiten im Juniorenbereich (11. in den Jahren 2002 und 2003 bei den nationalen Meisterschaften) nahm sie sich eine Auszeit, woraufhin sie 2004 nicht die Qualifikation zu den US-amerikanischen Meisterschaften schaffte.
2005 begann ihr Aufstieg. Sie gewann Bronze bei den Weltmeisterschaften der Junioren.
Im darauffolgenden Jahr bekam sie nachträglich einen Startplatz bei den Olympischen Winterspielen in Turin, nachdem die verletzte Michelle Kwan zurückgezogen hatte, und wurde Siebte.
Emily läuft für den Eislaufklub The SC of New York, Inc., ihr Trainer ist Bonni Retzkin.

## Erfolge/Ergebnisse

### Olympische Winterspiele
- 2006: 7. Rang

### Weltmeisterschaften
- 2006: 8. Rang
- 2007: 9. Rang

### USA-Meisterschaften (Senioren)
- 2005: 6. Rang
- 2006: 3. Rang
- 2007: 2. Rang

### USA-Meisterschaften (Junioren)
- 2000: 10. Rang
- 2002: 11. Rang
- 2003: 11. Rang
- 2004: nicht qualifiziert

### Juniorenweltmeisterschaften
- 2005: 3. Rang

### Vier-Kontinente-Meisterschaften
- 2007: 2. Rang